# Копёнкина
Копёнкина — посёлок в Россошанском районе Воронежской области.
Административный центр Копёнкинского сельского поселения.

## География

### Улицы
- ул. Веселова
- ул. Копенкинская
- ул. Мира
- ул. Молодежная
- ул. Новая
- ул. Рабочая
- ул. Северная
- ул. Школьная
- пер. Западный

## Население
| 2010 |
| ---- |
| 601  |

## Инфраструктура
- Копёнкинская школа, Молодёжная улица, 17.
- Поселковый МФЦ, улица Веселова, 3.